# Saint-Martin-de-Fresnay
Saint-Martin-de-Fresnay é uma comuna francesa na região administrativa da Normandia, no departamento Calvados. Estende-se por uma área de 53,88 km². Em 1999, a comuna tinha 1347 habitantes (densidade de 25 habitantes/km²).
1. ↑  «Populations légales 2018. Recensement de la population Régions, départements, arrondissements, cantons et communes». www.insee.fr (em francês). INSEE. 28 de dezembro de 2020. Consultado em 13 de abril de 2021